# Zamach na Sri Lance (16 października 2006)
Zamach na Sri Lance 16 października 2006 – atak terrorystyczny zorganizowany przez separatystyczną organizację Tamilskie Tygrysy. W ataku który miał miejsce niedaleko miejscowości Dambulla, 150 km na północny wschód od Kolombo. Załadowana ładunkami wybuchowymi ciężarówka wjechała w konwój 15 autobusów wiozących żołnierzy na przepustkę. W wyniku zamachu, śmierć poniosły 92 osoby.